# A Bung
A Bung là một xã thuộc huyện Đakrông, tỉnh Quảng Trị, Việt Nam.
Xã A Bung có diện tích 146,93 km², dân số năm 1999 là 1.910 người, mật độ dân số đạt 13 người/km².

## Hành chính
Xã A Bung được chia thành 9 thôn: La Hót, Cu Tài 1, Cu Tài 2, A Bung, Ty Nê, A Luông, Cựp, Pire 1 (thôn 6), Pire 2 (thôn 7).